# Félix Pissarro

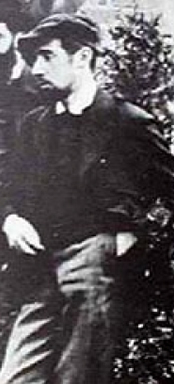
Félix Pissarro

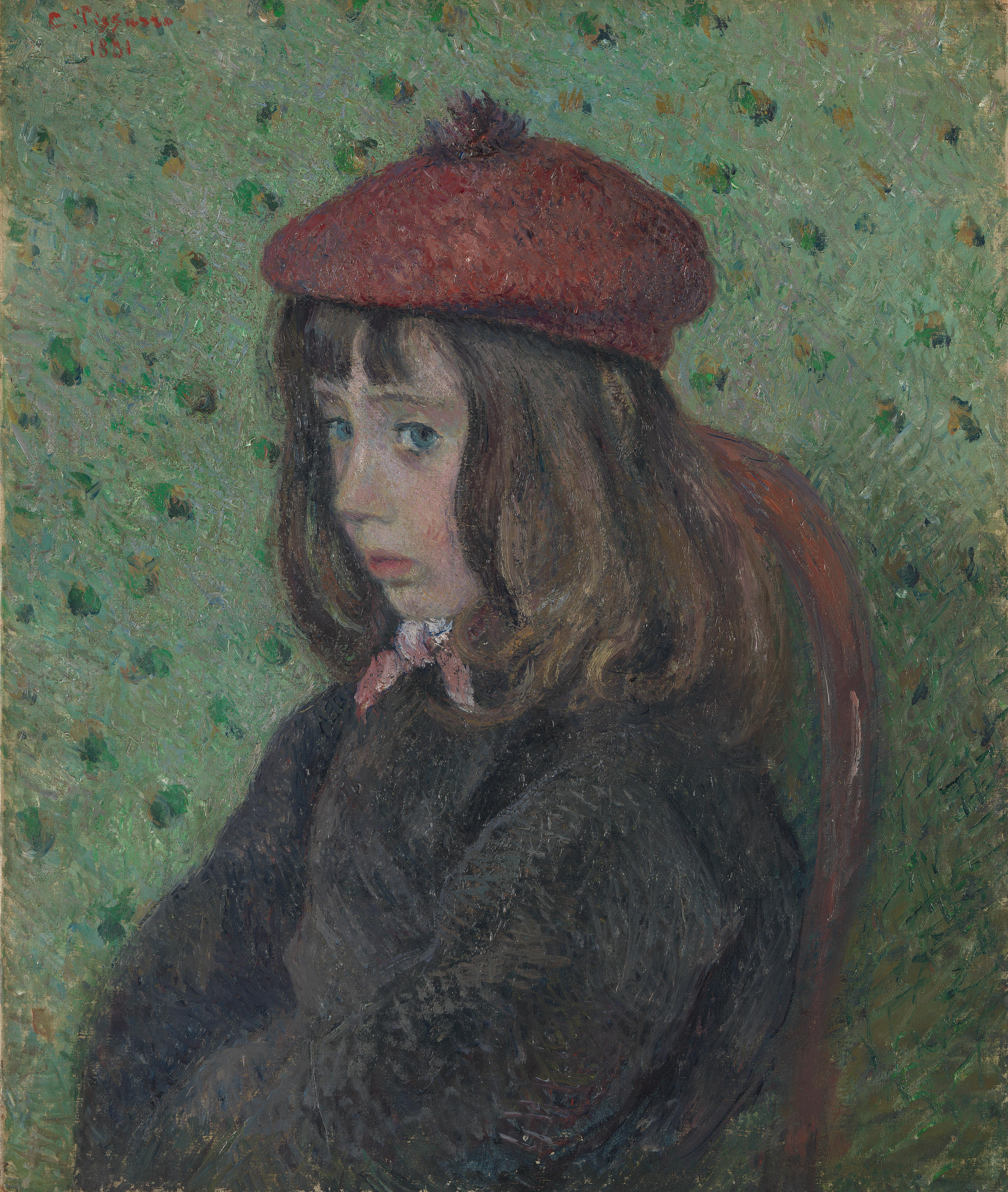
Porträt des Félix Pissarro, von seinem Vater Camille Pissarro, 1881

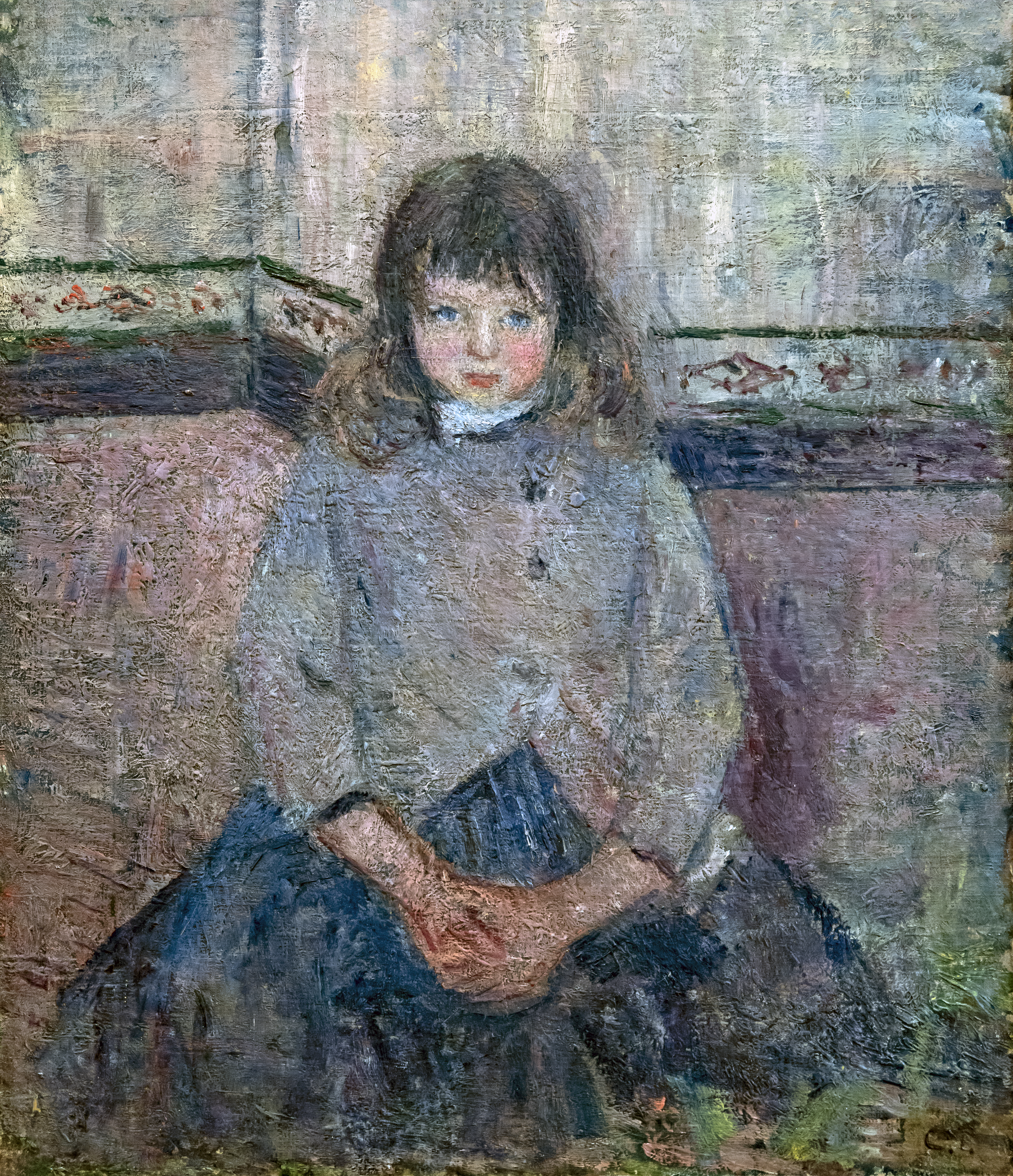
Félix en jupe von seinem Vater Camille Pissarro, 1883

Félix Pissarro (* 24. Juli 1874 in Pontoise, Frankreich; † 29. November 1897 in Kew, Vereinigtes Königreich) war ein französischer Maler, Radierer und Karikaturist. Er entstammte der Künstlerfamilie Pissarro.

## Leben
Pissarro war auch unter dem Pseudonym Jean Roch und in seinem Familienkreis als Titi bekannt, war der dritte Sohn des impressionistischen Malers Camille Pissarro und dessen Frau Julia, geborene Vellay. Seine Geschwister waren Lucien, Jeanne, Georges Henri, Ludovic Rodolphe, Jeanne (Cocotte) und Paul Émile Pissarro.
Pissarros Vater hielt ihn für „den vielversprechendsten seiner Söhne“, er erkrankte jedoch an Tuberkulose, bevor er sein volles Potenzial entfalten konnte. Er verstarb im Alter von 23 Jahren in einer Londoner Heilanstalt und wurde auf dem Friedhof an der Lower Grove Road, Richmond, im Abschnitt F, Grab 1176 bestattet. Sein Grabstein wurde 2001 restauriert.
Der französische Journalist Octave Mirbeau attestierte Félix Pissarro in seinem Nachruf eine „ungewöhnliche Begabung, glühende Phantasie, Originalität, Leidenschaft, Vision, Spontanität und vor allem eine natürliche Begabung“.

## Werk (Auswahl)
| - Bouquet d’anémones - Paysage - Massif de fleurs - Bord de rivière - Arbres et cabanes - L’arbre penché | - Bouquet de roses - Portrait de femme orientale - La vieille - Nature morte - Promenade dans un parc |

Zwei seiner Landschaftsbilder, die er in Richmond malte, sind im Besitz des Ashmolean Museums in Oxford.